# Julián Centeya
Julián Centeya (15 de octubre de 1910-26 de julio de 1974), seudónimo de Amleto Enrique Vergiati, fue un destacado poeta, recitador y letrista de tango ítalo-argentino, conocido por sus poesías y textos en lunfardo. Era llamado El hombre gris de Buenos Aires.

## Biografía
Amleto Vergiati nació en Borgo Val di Taro, provincia de Parma, Italia. Cuando Amleto tenía once años, su padre, un periodista de ideas anarquistas, debió huir de su país, emigrando a la Argentina, a donde arribó en 1922. La familia se radicó inicialmente en San Francisco (Córdoba) y en el mismo año recala en Buenos Aires, estableciéndose en el barrio de Boedo.
Amleto realizó sus estudios primarios en la escuela Abraham Luppi, en el cruce de las calles Centenera y Esquiú, en el barrio de Pompeya y fue compañero de banco de Francisco Rabanal, quien años después sería Intendente de la ciudad. Cursó sus estudios secundarios en el colegio Nacional Rivadavia, en la esquina de Chile y Entre Ríos, pero no los pudo terminar al ser expulsado por mala conducta en tercer año.
Vergiati estableció una profunda relación afectiva con la ciudad, y en particular con su barrio, Boedo, de donde se consideraba oriundo («pa'ver si se enteran que yo soy de Boedo»). 
Se casó con la cancionista Gory Omar, hermana de Nelly Omar, con quien convivió hasta su muerte, ocurrida en 1967.
Su primer libro de poemas fue El recuerdo de la enfermería de Jaime, escrito en 1941, y firmado con el seudónimo de Enrique Alvarado. Escribió letras de tangos con importantes músicos como Enrique Pedro Delfino, Enrique Francini, Lucio Demare y Hugo del Carril.
Se desempeñó también en la radio, particularmente en Radio Colonia (Uruguay), con su programa En una esquina cualquiera, y en Radio Argentina, con su programa Desde una esquina sin tiempo. También escribió artículos para los diarios Crítica, Noticias Gráficas y El Mundo, así como en las revistas Sábado y Prohibido.
En 1969 publicó La musa del barro, con prólogo de César Tiempo, considerado su mejor libro. Ese mismo año grabó en RCA Victor varios de sus poemas, incluyendo Atorro, un descarnado poema en el que desnuda su soledad y su tristeza («negao a todo/piantado de mí»).
En 1971 escribió su única novela, El vaciadero, sobre los "quemeros", los hombres, mujeres y niños marginados de su barrio, que concurrían a "la quema", donde se incineraba la basura, en busca de objetos de valor. Centeya sostenía que el escritor debía estar comprometido profundamente con lo que escribía: «Para escribir hay que vivirla; si no nos acunamos en el camelo literario».
En 1976 intervino, en forma póstuma, en el filme El canto cuenta su historia.

## Origen del seudónimo
En 1938 Amleto Vergiati entregó al guitarrista José Canet, para musicalizar, unos versos titulados Javier Pardales, un personaje imaginario del barrio de los Corrales, que era una de las denominaciones de la zona que posteriormente fue el barrio de Parque de los Patricios, porque allí se encontraban los Corrales Viejos, con el matadero adonde llegaban las reses. A partir de 1889 se construyeron nuevos mataderos en otra zona de la ciudad, que dieron lugar a al barrio que inicialmente se llamó Nueva Chicago, en alusión a la ciudad estadounidense caracterizada por su industria de la carne, y posteriormente tuvo la denominación oficial de barrio de Mataderos; el predio donde funcionaban los Corrales Viejos se transformó en el paseo denominado Parque de los Patricios. Canet se puso a la tarea y sugirió cambiar aquel nombre por Centeya, a lo cual accedió Vergiati, reemplazando además Corrales por Pompeya. Así crearon la milonga Julián Centeya, nombre que además comenzó Vergiati a usar como seudónimo en reemplazo de “Enrique Alvarado”, que utilizaba hasta entonces, y cuyos primeros versos dicen:
"Me llamo Julián Centeya

por más datos soy cantor

nací en la vieja Pompeya

tuve un amor con Mireya

me llamo Julián Centeya

su seguro servidor."

## Obra

### Poemas
Alguno de sus poemas más conocidos son:
- "Sigo pensando en vos, negro", dedicado a Louis Armstrong
- "Atorro"
- "Mi viejo" («Verlo a mi viejo/un tano laburante que la cinchó parejo, limpio y largo/y minga como yo un atorrante»)
- "Pichuco" («Y yo desde el hueso/bato/que sos El bandoneón Mayor de Buenosaires»)
- "Muerte del punga" («La muerte lo pungueó en el conventillo»)

### Tangos
- "Claudinette", con música de Enrique Pedro Delfino.
- "La vi llegar", con música de Enrique Francini.
- "Lluvia de abril", con música de Enrique Francini.
- "Lison", con música de Ranieri.
- "Más allá de mi rencor", con música de Lucio Demare.
- "Julián Centeya", con música de José Canet.
- "Felicita", con música de Hugo del Carril.
- "Este cuore", con música de Daniel Melingo.

### Libros
- El recuerdo de la enfermería de Jaime, 1941
- El misterio del Tango, 1946
- La musa mistonga, 1964
- La musa del barro, 1969
- Porteñerias, en colaboración con Washington Sánchez
- 1000 glosas de tango
- Primera antología de tangos lunfardos
- El vaciadero, 1971

Póstumos
- La musa maleva, 1978
- Piel de palabra o El ojo de la baraja izquierda, 1978

### Discos
- Julián Centeya, RCA Victor, 1969